# West Farmington (Ohio)
West Farmington es una villa ubicada en el condado de Trumbull en el estado estadounidense de Ohio. En el Censo de 2010 tenía una población de 499 habitantes y una densidad poblacional de 219,44 personas por km².

## Geografía
West Farmington se encuentra ubicada en las coordenadas 41°23′27″N 80°58′23″O / 41.39083, -80.97306. Según la Oficina del Censo de los Estados Unidos, West Farmington tiene una superficie total de 2.27 km², de la cual 2.27 km² corresponden a tierra firme y (0%) 0 km² es agua.

## Demografía
Según el censo de 2010, había 499 personas residiendo en West Farmington. La densidad de población era de 219,44 hab./km². De los 499 habitantes, West Farmington estaba compuesto por el 98.8% blancos, el 0% eran afroamericanos, el 0.4% eran amerindios, el 0% eran asiáticos, el 0% eran isleños del Pacífico, el 0% eran de otras razas y el 0.8% pertenecían a dos o más razas. Del total de la población el 0.2% eran hispanos o latinos de cualquier raza.